# Pishtachev Peak
Der Pishtachev Peak (englisch; bulgarisch Пищачев връх Pischtatschew wrach) ist ein felsiger, teilweise unvereister und 1300 m hoher Berg an der Danco-Küste des Grahamlands auf der Antarktischen Halbinsel. Er ragt 5,3 km östlich des Sophie-Kliffs, 5,67 km südsüdöstlich des Garnerin Point und 5,57 km südwestlich des Sadler Point zwischen dem Rozier- und dem Blanchard-Gletscher auf.
Britische Wissenschaftler kartierten ihn 1980. Die bulgarische Kommission für Antarktische Geographische Namen benannte ihn 2012 nach dem bulgarischen Kartographen Toma Pischtatschew (1876–1855).